# Aigialus grandis
Aigialus grandis är en svampart som beskrevs av Kohlm. & S. Schatz 1986. Aigialus grandis ingår i släktet Aigialus och familjen Aigialaceae.   Inga underarter finns listade i Catalogue of Life.